# Bosque de Ngangao
Bosque de Ngangao es uno de los pocos fragmentos de bosque de niebla indígenas de las colinas de Taita, en el país africano de Kenia. Está situado sobre una roca rodeada por los pueblos de Makandenyi, Maghimbinyi, Mgambonyi y Kitumbi. Se encuentra a 10 km de Wundanyi y se puede llegar fácilmente por carretera. Hay transporte público frecuente incluso desde Wundanyi a Makandenyi (por lo menos 10 vehículos al día). El Campamento forestal de Ngangao es muy rudimentario y se encuentra junto a la casa del guardia forestal en el borde del bosque.
Con sus 120 hectáreas (297 acres), Ngangao es el segundo bosque más grande y uno de los bosques menos perturbados de las colinas de Taita.